# Mabuya mabouya
Mabuya mabouya é uma espécie de escíncido.